# Welcome Air
Welcome Air er et flyselskab fra Østrig. Selskabet har hovedkontor og hub på Flughafen Innsbruck-Kranebitten, 5 km vest for Innsbruck.
Selskabet fløj i september 2013 udelukkende taxa- og charterflyvninger. Den aktive flyflåde bestod af 2 fly. To eksemplarer af typen Dornier 328 med plads til 31 passagerer.

## Historie
Selskabet blev grundlagt i 2000 efter at forretningsmanden Jakob Ringler havde overtaget og fusioneret flere mindre flyselskabet. Den 22. maj samme år startede Welcome Air flyvningerne, da de åbnede en rute imellem Innsbruck til Graz fløjet med et Dornier 328 fly.
Welcome Air blev i 2009 købt at det schweiziske selskab Lions Air Group, der også havde overtaget andre selskaber. Holdingselskabet Welcome Aviation Group blev stiftet, og skulle varetage ledelsen af Tyrol Air Ambulance, Air Alps og Welcome Air.
Welcome Air har blandt andet fløjet ruteflyvninger fra Göteborg til Stavanger, men indstillede ruten 2. juni 2010. Selskabet indstillede i starten af 2012 alle ruteflyvninger på grund af manglende rentabilitet, og ville fremover satse udelukkende på charter- og taxaflyvninger samt sæsonruter. Ruten imellem Innsbruck og Graz lukkede i slutningen af 2011 som selskabets sidste.